# Balanstra-Gletscher
Der Balanstra-Gletscher (bulgarisch ледник Баланстра lednik Balanstra) ist ein 12 km langer und 4 km breiter Gletscher auf der Brabant-Insel im Palmer-Archipel westlich der Antarktischen Halbinsel. Er fließt von den südöstlichen Hängen der Stribog Mountains in ostsüdöstlicher Richtung und mündet südlich des Momino Point und nördlich des Pinel Point in die Pampa-Passage. Der Hippokrates-Gletscher liegt nordöstlich und der Mackenzie-Gletscher südwestlich von ihm.
Britische Wissenschaftler kartierten ihn 1980 und 2008. Die bulgarische Kommission für Antarktische Geographische Namen benannte ihn 2015 nach dem Römerlager Balanstra im Westen Bulgariens.